# 经济学周报
《经济学周报》，是1980年代中华人民共和国改革派经济学理论刊物。

## 沿革
1982年1月4日，《经济学周报》创刊，由中国经济学团体联合会主办。该刊的前身为《全国经济学团体通信》。创刊时的总编辑为晓亮，副总编辑为戎闻佐、邢俊芳、罗丽。
1988年初，《经济学周报》因为卷入了债务官司而面临经营危机，该报管理层已向中国经济学团体联合会申请寻找合作伙伴“带资办报”。同年2月27日，北京社会经济科学研究所、北京应用科技研究所、北京思创技术研究所与中国经济学团体联合会签署“带资办报”协议书，规定自同年3月1日起，出资方全面接管《经济学周报》人事、编辑、经营。当时，北京应用科技研究所（毕谊民任所长）、北京思创技术研究所（严江征任所长）均为北京社会经济科学研究所（陈子明任所长）出资创办，三者为一个“团体”。此后，《经济学周报》董事会成立，原《经济学周报》社社长崔绍林任董事长，毕谊民任副董事长，陈子明任总经理；陈英茨任社长，费远（北京社会经济科学研究所所务委员）任副社长；何家栋任总编辑，王军涛（北京社会经济科学研究所所务委员）任副总编辑。该报实行总编辑负责制。
中国经济学团体联合会负责人于光远、冯兰瑞等批准了该协议。数月后，分管意识形态及新闻媒体的中共中央政治局常委胡启立、中共中央政治局委员兼中共北京市委书记李锡铭对王军涛任《经济学周报》副总编辑表示关注，主管中国经济学团体联合会的中国社会科学院也计划关闭《经济学周报》。在此情况下，中国经济学团体联合会秘书长会议确认该报编辑方针政权，并且作出成立《经济学周报》编委会的决定，编委会主任为冯兰瑞，副主任为戴成、陈英茨，总编辑仍为何家栋。北京社会经济科学研究所团体决定郑棣（北京社会经济科学研究所所务委员）代替王军涛出任副总编辑，王军涛在报社继续发挥原有作用。此后，何家栋还邀请到罗点点、高瑜任副总编辑。
1988年3月20日，改版后的首期《经济学周报》出版。
1989年3月2日，胡耀邦委托夫人李昭代他写信给《经济学周报》，该信刊登在1989年4月23日《经济学周报》头版，信中称：
首先，谢谢对他的关怀和信任。

第二，他认为周报不仅有学术研究，更有一定针对性和现实意义，会得到社会的信任。

第三，他仍在疗养过程，也不具备研究的条件。他祝愿周报能越办越好，起到推动经济健康发展的作用。
1989年，该刊积极报道八九民运。六四事件发生后，该刊于1989年6月11日停刊，共出版388期。

## 历任总编辑
- 晓亮（1982年－？）
- 王瑞荪（？－？）
- 戎文佐（？－？）
- 何家栋（1988年－1989年）[6]